# Ли Ян (преподаватель)
Ли Ян (кит. упр. 李阳, пиньинь Lǐ Yáng; 22 июня 1969, Чанчжоу) — создатель программы «Crazy English», альтернативного метода изучения английского языка, всемирно известный преподаватель английского языка.

## Путь к успеху
Ли Ян родился в 1969 году в городском округе Чанчжоу (провинция Цзянсу). Плохо учился в школе. В старших классах окончательно потерял интерес к учёбе и был на грани того, чтобы бросить школу, однако в 1986 году передумал и с трудом поступил в университет Ланьчжоу на факультет инженерной механики. На 1 – 2 курсах он много раз попадал на пересдачу экзамена по английскому языку. Чтобы преодолеть трудности в сдаче экзаменов, решил делать упор не на грамматику и стандартные упражнения, а на устную речь. После четырёх месяцев усиленной подготовки, в 1988 году по результатам экзамена по английскому языку стал вторым в университете.
Ли Ян также занимался синхронным переводом, практикуя собственный метод. В своём переводе он добился почти точной синхронности, отставая лишь на пару слов от говорящего. Таким образом, он представил абсолютно новый простой способ перевода. Имея только базовое образование, он смог стать выдающимся переводчиком.
Ли Ян, опираясь на неудачный опыт изучения английского языка, проанализировал и обобщил разные методы, и на этой основе создал свой собственный, получивший название «Crazy English». Метод охватил все аспекты изучения языка: был более эффективен в улучшении произношения, понимания на слух, развитии устной речи и переводческих навыков. Применение этого метода позволяло учащимся улучшить результаты сдачи экзамена TOEFL и государственного экзамена для поступления в высшие учебные заведения. В 1990 году Ли Ян окончил университет и был направлен по распределению в Северо-Западный исследовательский институт электронного оборудования в Сиане для работы по развитию военных и гражданских наземных станций спутниковой связи. В это время он упорно изучал английский, французский, немецкий и японский языки, также совершенствуя свой метод «Crazy English». В 1992 году был направлен в Гуанчжоу для ведения разговорного шоу на английском языке на радио.
Используя свой метод, Ли Ян научился говорить на американском английском без акцента. Реклама, которую он озвучивал, транслировалась в Гонконге и странах Юго-Восточной Азии. В то же время он был известным независимым переводчиком в Гуанчжоу, двуязычным представителем отдела культуры консульства США, специальным приглашённым переводчиком от Министерства сельского хозяйства, был удостоен звания «Универсальный переводчик» и работал на различных широкомасштабных международных конференциях и переговорах.
В конце 1993 года Ли Ян переводил речь Ричарда Буша, главного советника Комитета Палаты представителей США по иностранным делам, о процессе формирования политики США в отношении Китая после того, как Клинтон был избран президентом. Работа Ли Яна была высоко оценена как со стороны Китая, так и со стороны Соединённых Штатов, и он получил специальное благодарственное письмо от Комитета Палаты представителей США по иностранным делам после выступления.
В 1994 году Ли Ян ушёл с радиостанции и основал Международную студию по продвижению английского языка «Li Yang Cliz», полностью посвятив себя делу популяризации английского языка в Китае и распространению китайского языка в мире. При поддержке студии были пожертвованы более пяти миллионов наборов учебников по всей стране, предоставлены учебные материалы для учителей в отсталых районах на сумму более 200 тысяч юаней.
Китайцы из Гонконга и стран Юго-Восточной Азии начали приезжать в Гуанчжоу для обучения. Крупные компании, колледжи и учебные заведения в Сингапуре, Японии, Тайване и Таиланде приглашали Ли Яна для проведения лекций. Подход Ли Яна подошёл и иностранцам для изучения китайского языка. Его ученики разработали курсы обучения «Crazy English» и «Crazy Chinese» в США, Новой Зеландии и Японии.
К октябрю 2008 года Ли Ян открыл 48 языковых школ.

## Образование
- Сентябрь 1980 г. — июль 1986 г. — Синьцзянская экспериментальная средняя школа.
- Сентябрь 1986 г. — июль 1990 г. — университет Ланьчжоу, факультет инженерной механики.

## Трудовая деятельность
- Июль 1990 г. — 1992 г. — после окончания университета работал в Северо-Западном исследовательском институте электронного оборудования в Сиане.
- 1992 г. — начал работать на англоязычной радиостанции в Гуандуне, исполнял обязанности диктора новостей на английском языке.
- 1993 г. — работал ведущим новостной программы на английском языке на телестанции в Гуанчжоу.
- 1993 — 1994 гг. — был приглашённым переводчиком в Генеральном консульстве США в Гуанчжоу и завершил серию крупных зарубежных переводческих работ.
- 1994 г. — основал свою компанию, главой которой является до сих пор (кит. 李阳文化教育发展有限公司).
- 2006 г. — был председателем Beijing Patriot Ideal Flying Educational Technology Co.

Текущая должность: 
- Председатель компании 北京爱国者理想飞扬教育科技有限公司.
- Председатель компании 广东李阳文化教育发展有限公司.

## Личная жизнь

### Бракоразводный процесс
4 сентября 2011 года в Интернете появились фотографии жены Ли Яна — Ким, — на которых было видно большое количество гематом на лице и теле. Ким признала, что это она выложила фотографии в Сеть, чтобы спасти себя и дочек Ли Яна от домашнего насилия. После этого Ли Ян опубликовал несколько постов в социальных сетях, где он извинился перед своей женой и детьми за причинение им морального вреда и применение физического насилия. 

#### Общественный резонанс
11 сентября 2011 года Ли Ян выложил первый официальный пост, в котором прокомментировал произошедшее. В нём он сообщил о том, что при содействии полиции они с Ким урегулировали свои отношения. Также он написал, что надеется стать отрицательным примером недопустимости домашнего насилия. Кроме того, он извинился перед своей старшей дочерью и высказал надежду, что если она в будущем столкнется с похожей ситуацией, то будет такой же сильной, как ее мать, и сможет защитить себя.
Ли Ян и Ким подписали соглашение, включавшее следующие 4 пункта: 1. Ли Ян обязывался принести публичные извинения; 2. не допустить повторения инцидента домашнего насилия; 3. внести символическое пожертвование в женскую ассоциацию в размере 1000 юаней; 4. обратиться к помощи психолога.
Помимо всего, Ли Ян сообщил, что если его жена захочет развестись, то он поймет и не будет препятствовать.

#### Развод
27 октября 2011 года жена Ли Яна подала на развод. Причиной этому явилось отсутствие финансирования детей и семьи после инцидента. Ким сказала, что хочет добиться права опеки над детьми и раздела имущества.

#### Приговор о бытовом насилии
Утром 3 февраля 2012 года по «Делу о разводе Ли Яна», которое длилось более одного года, был вынесен приговор в суде района Чаоян в Пекине. По постановлению суда, Ли Ян и его жена Ким получили разрешение на развод. В тексте приговора содержались ответы на неясные для многих интернет-пользователей вопросы касательно бытового насилия, права опеки над детьми и раздела имущества. Суд также постановил, что Ли Ян должен был выплачивать алименты трём дочерям ежегодно в размере 100 тысяч юаней на человека вплоть до достижения ими возраста совершеннолетия  .

## Основные достижения
- В 1996 году был нанят в качестве приглашённого профессора в Гуанчжоуский финансовый колледж.
- В 1998 году был нанят в качестве приглашённого профессора в Нанкинский университет Саньцзян.
- В 2001 году был нанят в качестве приглашённого профессора в университет Ланьчжоу.
- В 2002 году был нанят в качестве консультанта в Пекине.
- В 2002 году был приглашён в качестве «Посланника чести» в Организационный комитет Чемпионата мира по футболу, проводившегося в Республике Корея и Японии.
- В 2002 году присоединился к Дуншанской окружной торговой палате в Гуанчжоу и выступал в качестве исполнительного директора Китайской торговой палаты за рубежом.
- В 2003 году занял должность директора Китайской торговой палаты в Гуанчжоу.
- В 2003 году был нанят в качестве посла по пропаганде телеканала Korea MBC.
- В 2004 году служил представителем «Акции роста и развития» Комиссии Китая по заботе о следующем поколении.
- В 2004 году служил послом по делам инвалидов в Пекине.
- В 2005 году служил послом издания «Молодежный дайджест».
- В 2005 году был нанят преподавателем английского языка в Высшую Школу Бизнеса Cheung Kong (Пекин).
- В 2005 году был нанят в качестве главного преподавателя по английскому языку спортсменов сборной Китая.
- В 2005 году стал членом комитета Коммунистической лиги молодёжи.
- В 2006 году был приглашён в качестве почётного преподавателя в олимпийский лекционный зал «Добровольцы Пекина и пионеры гармонии» и стал экспертом-консультантом рабочей группы олимпийского обучения муниципалитета Пекина.
- В 2008 году нёс олимпийский факел в Пекине.
- В 2008 году на Олимпийских играх в Пекине в качестве волонтёра выполнял обязанности главного преподавателя по разговорному английскому языку.
- В 2011 году заместителем секретаря партийного комитета университета Шанло в провинции Шэньси был принят на работу в качестве почётного профессора.
- В 2011 году работал преподавателем по английскому языку во время проведения Универсиады в Шэньчжэне.
- В 2012 году Комиссией по развитию туризма города Цзаочжуан в провинции Шаньдун был назначен консультантом по английскому языку, это решение вызвало общественные споры[5].

## Общественная деятельность

### Протесты после инцидента
18 июня 2012 года Ли Ян выступил в Нанкине с лекцией, на которую были приглашены родители с детьми. Мероприятие было задержано на полчаса, так как внутри и снаружи собралось множество людей, требовавших Ли Яна вновь извиниться за содеянное.
В 2 часа дня зал был окончательно заполнен и лекция началась, однако противники Ли Яна всё так же находились снаружи здания с плакатами. Они распространяли листовки среди пришедших на встречу. Однако так как многие из слушателей были против конфликта, акция закончилось мирно. В 4 часа дня, когда началась трансляция лекции, несколько человек попытались сорвать её проведение, подняв плакаты с надписью: «Ли Ян, английский язык лёгкий для изучения, однако факт насилия в семье сложно изменить!» (кит. "李阳，英语之技易学，家暴之痛难移！")

### Отношение родителей
Родители сказали, что насилие — это проблема внутри семьи и она не касается его успехов в изучении английского языка и создании программы.
Перенос лекции, запланированной на 14:30, на полчаса не уменьшил интерес публики к ней. Родители и ученики были в восторге от его неё.  Выступление Ли Яна вызвало резонанс, его взаимодействие с аудиторией было очень хорошим: студенты много смеялись и аплодировали.

## Исповедование буддизма
26 июля 2014 года Ли Ян прибыл в Шаолиньский монастырь уезда Дэнфэн (провинция Хэнань) для обращения в буддизм. 29 июля он объявил об этом в своем микроблоге. Когда его спросили о причине, он выразил надежду, что сможет стать лучше. По его мнению, инцидент домашнего насилия был связан главным образом с вопросом столкновения культур. Он также выразил своё негативное отношение к пользователям Интернета.
Пребывая в провинции Хэнань, Ли Ян пожертвовал 10 тысяч книг по английскому языку для образования детей в районе Чжунъюань, а также подписал соглашение о сотрудничестве с общественным объединением «Золотая Птица» (кит. «金翅»).